# Fantastikindia
Fantastikindia est une association française fondée en décembre 2007 et dont l'activité principale est de promouvoir le cinéma indien.

## Histoire
Fantastikindia trouve son origine dans le site du cinéma asiatique Fantastikasia dont elle se sépare en décembre 2007 pour se consacrer exclusivement au cinéma indien.

## Activités
Les membres de Fantastikindia, tous bénévoles, participent et s'impliquent dans les événements culturels ayant trait au cinéma indien, notamment aux Bollywood Day et Bollywood Week End. Les membres maintiennent un site, fantastikindia.fr.